# Пригода
Пригода — непередбачений, несподіваний випадок у житті; подія, яка трапилась під час подорожі, мандрівки, часто пов'язана з ризиком; нещасливий випадок: шукачі пригод, дорожньо-транспортна пригода.
При вживанні у словосполученні означає — знадобитися, бути корисним комусь.

## Використання в українській літературі
|               | Вася спокійно переказує всі пригоди, що трапились з ним у дорозі |
| — М.Трублаїні |                                                                  |

|                  | Раз сталася така пригода. Остапові зсунулась пов’язка з рани, і він ніяк не міг дати собі ради з нею |
| — М.Коцюбинський | |

|              | Кинула господу. Пішла в найми... не минула Лихої пригоди |
| — Т.Шевченко |                                                          |

|              | Кинула господу. Пішла в найми... не минула Лихої пригоди |
| — Т.Шевченко |                                                          |

Вживання у словосполученні:
|                     | Коли приймете мене до своєї ватаги, то я вам на степах скрізь дорогу покажу і, може, стану вам в пригоді |
| — І.Нечуй-Левицький | |